# 青之蘆葦
《青之蘆葦》是小林有吾所創作的足球題材日本漫畫，在《Big Comic Spirits》於2015年6號至2025年30號連載。改編電視動畫第一季於2022年4月9日至9月24日播映。第二季預定於2026年播出。
本作以日本青年盃（Jユースカップ）主題。書名的代表「青春」的「青」，以及日本國家足球隊的代表色「藍色」；則是踢足球的「腳」。也可指「藍色的蘆葦」，代表不成熟。
本作為第65屆（2019年）小學館漫畫獎一般向部門得獎作品。本作女主角一條花在2023年度「Magademy Award（マガデミー賞）」獎項獲頒助演女優賞。截止2020年7月，漫畫銷量超過500萬本。
在2021年5月24日發售的《Big Comic Spirits》2021年第25號中宣佈將於下一期有「重大發表」。

## 劇情概要
在愛媛上學的國中三年級學生青井葦人，在那纖弱的身體中隱藏著強烈的足球天賦，但是因為那太過直球的性格，讓他經歷了很大的挫折。在這樣的葦人面前，出現的是東京city esperion的青年隊監督福田達也。

## 登場角色

### 主要角色
青井葦人（聲：大鈴功起）
位置：FW → DF。
主角。他最初來自愛媛縣，出身愛媛縣雙海濱中學，即使移居東京也仍以方言說話。性格直率、積極和勤奮，對家庭及朋友負有責任感，如努力成為職業足球員以令母親幸福、會為朋友及隊友受傷害而生氣。參與足球時予以高度的專注和精力，並一次次從絕望及崩潰中努力恢復過來，解決一個個難題。
自稱天才，在初中時靠自己撿球來做遊戲。有才能俯瞰球場，可以完全掌握場上其他人的動作，預測足球和球員的動向，並看出對方防守重點和漏洞。應福田的邀請，並通過了評選，並屬於東京City Esperion FC青年軍。號碼33。儘管他加入時是前鋒，但福田監督最開始就打算讓他當邊後衛，其無法成為前鋒的理由，沒有爆發力、以及沒有敏捷性，缺乏具備前鋒的資質，且在前峰線無法發揮視野的天賦。而轉任為邊後衛。後來晉升為A隊。在船橋戰中狀態極佳，只差一點便掌握了攻防一體的竅門，但卻連番錯失機會。最終在禁區內犯手球，被判紅牌離場。賽後，阿久津受平拜托以及葦人自身的請求，而教導葦人防守。在青森戰中，掌握了攻防一體的能力，並於最終補時階段指示阿久津站位和進攻，並向他傳出關鍵助攻而助球隊取勝並取得冠軍。賽後獲J1球隊邀請，與遊馬一起參與職業隊試訓。喜欢花
福田達也（聲：小林親弘）
教練。34歳。「東京City Esperion FC」青年隊教練。球員生涯：東京國堂館高中→東京City Esperion FC（J1）→沙巴度足球俱樂部（La Liga）→SC聖路易斯（墨西哥第二分區）→加州坎普格蘭德（巴拉圭第二分區）。回愛媛掃墓時恰巧看到了葦人的比賽，察覺了葦人的才能，邀請葦人參加Esperion青年軍選拔。在當時就決定讓葦人擔任邊後衛，但明白如果告訴葦人要轉向葦人就不會來。而在久留米戰後要求葦人完全轉向後衛。其目的是將Esperion打造成世界最強的俱樂部。
一條花（聲：河瀨茉希）
本作女主角。福田達也的義妹。性格好勝但又有點奇異的金髪美少女。明泉高中特別外語科就讀，熟讀西班牙語跟英語。在選拔過程中遇到葦人，對其一心一意的態度印象深刻。此後開始留意並支持葦人。渴望將來成為運動外科醫師，喜歡葦人。
栗林晴久（聲：梅原裕一郎）
位置：MF。生於東京。身高178厘米，體重66公斤。小學時屬於Esperion 3。被公認為最佳的青年傑作，足球天才。說話跟不上思考，有着特別的對話節奏，突然無視別人。作品剛開始時以特別指定登錄在J1 Esperion頂級隊以及青年軍。青年時期的球衣號碼是10，頂級隊的球衣號碼是41。隸屬A隊。船橋戰後與Esperion簽署職業C合約，正式成為職業球員，合約期至18歲。
阿久津渚（聲：武內駿輔）
位置：FW / DF。去年唯一通過選拔的人。性格惡劣，他在與青井的選拔比賽時，在休息時告訴青井他“沒有才幹”。球衣號碼是4,隸屬A隊。 U-18在捷克遠征隊中首次當選國家隊，並在挪威一役中首次出戰，被福田形容「擁有愈被逼到絕境，愈能觸底反彈的力量，能以苦難為食」。船橋學園高戰結束後，經全體二年生的意願及同意下擔任隊長,而且在葦人的請求及平的拜托下而教導葦人防守。母親千早是一位完全不負擔育兒責任的母親，在Ganon大阪戰前寄信給阿久津告知自己正在住院，影響了阿久津Ganon戰以及船橋戰的表現,最後以5:1慘敗。在青森戰前去見了母親一面。在青森戰補時階段最後一分鐘，守下了對手北野蓮的最後攻勢，阻止對手逆轉。並聽從葦人的指令和長傳，最終攻入致勝一球，助球隊以2-1擊敗對手，並取得冠軍。

### 其他角色

#### 「東京City Esperion FC」青年隊

##### 1年級生
冨樫慶司（聲：八代拓）
位置：FW→MF / DF（中後衛）
唯一招募入學的學生，由福田親自偵察。號碼31。隸屬B隊。武藏野戰後升為A隊。入學那天，告別暴走族同伴。與升級組不同，中村評估他擁有一種非常規但扎實的基本技術。初中曾作為練習生參加Esperion JR.訓練，與晉升組之間存在爭執，尤其與黑田和竹島之間的關係特別糟糕。在宿舍裡，和青井同一房間。武藏野戰時與竹島黑田和解，並認同他們。在A隊時因自己的無謂的自尊被福田監督認定是最接近B的。當晚要求葦人教導他足球。船橋、青森戰首發。
大友榮作（聲：橘龍丸）
位置：MF（中場）
與青井和橘通過選拔成功入學。號碼36。隸屬B隊。武藏野戰爭後升為A隊。 對異性和浪漫關係（例如青井感情狀況）很敏感。賽前會有極端的緊張情緒，比賽中卻可以很快平伏，心理質素極高。 在選拔過程中，通過打招呼連結自己與即將成為同一團隊的成員來嘗試掌握和團結球隊。伊達教練評估其具有擔任隊長的資質。在宿舍裡，他和朝利在同一房間。
橘總一朗（聲：山下誠一郎）
位置：FW（前鋒）
小學以及中學隸屬武藏野踢球團。與青井和大友通過選拔成功錄取Esperion青年軍。號碼28。隸屬B隊。性格認真，隨和和負責。會用認真的臉說出直白和肉麻的說話，常使大友等朋友臉紅。儘管他曾是武藏野的王牌和正選前鋒，但他擔心留在一個熟悉的團隊會失去競爭精神，進步停滯。後目睹了東京Esperion 青年軍足球比賽，並退出了武藏野隊。在宿舍裡，和黑田在同一個房間。似乎具有出色的學術能力，並且就讀與非Esperion相關的合作學校。有個雙胞胎姐姐隸屬武藏野踢球團Ladysis。東京V戰前與朝利、竹島一同升上A隊。
本木遊馬（聲：榎木淳彌）
位置：FW（前鋒）
升級組之一。號碼29。他性格隨和，自來熟，溝通能力強。他從初中時代起就一直很傑出，並且被伊達教練認為是東京 Esperion 最理想的前鋒，擅於觀察及利用環境，具敏捷性。一年級中最早升至A隊成員。現為A隊正選前鋒。在青森戰後，獲J1球隊邀請，與葦人一起參與職業隊試訓。
朝利·馬基斯·淳（聲：加藤涉）
位置：DF（邊後衛）
升級組之一。號碼25。隸屬B隊。日本父親和英國母親的混血兒。自豪感很高，伊達監督評價為整年都在研究個人戰術的選手，右邊後衛，屬於攻擊型的後衛。第一次加入B隊時，與青井等選拔組打過比賽，起初不認同葦人，後在成京戰與葦人和解。久留米第一中學戰後與黑田同時晉升為A隊，並在升上A之前教導轉向後衛的葦人防守的基礎，但在武藏野之戰之前降級回B隊。捷克遠征四名主力被徵招後，東京V戰前再次升回A隊並成為首發。與大友為同宿。
黑田勘平（聲：堀江瞬）
位置：MF（中場）
升級組之一。號碼26。隸屬A隊。他性格開朗，一臉輕鬆，但根深蒂固的毒舌。伊達監督評價為最有青年軍樣子的選手。在武藏野之戰前與朝利晉升為A隊，後降為B隊。 武藏野戰爭後再次升為A隊。原本與富樫關係不睦，後受其啟發拼出血性，並與其和好。與橘為同宿。
竹島龍一（聲：熊谷健太郎）
位置：DF（中後衛）
升級組之一。號碼27。有一頭紅色的頭髮，性格風流，很多女朋友和女球迷。在專注於進攻風格的Esperions的環境下（如阿久津、富樫等常上前參與進攻），他專注並貫徹於防守。青井被朝利提出最好向竹島諮詢提升防守能力的建議。隸屬B隊。原與富樫不和，甚至打過場架，在武藏野一戰前為表決心而剃成平頭。與增子為同宿。捷克遠征四名主力被徵招後，東京V戰前再次升回A隊並成為首發。
明神謙五（聲：安田陸矢）
位置：GK，號碼24。
羅安美濃
位置：FW，號碼34。
島安由太
位置：DF，號碼30。
增子由維
位置：DF，號碼32。與竹島為同宿。
龜山航
位置：MF，號碼35。

##### 2年級生
高杉榮太（聲：古川慎）
位置：FW（右邊鋒）
升級組。 號碼13（日本u18中為6）。 隸屬A隊。 在船橋戰後，他成為青年隊的副隊長。A隊精神領䄂及核心成員之一，日本u18的常客。船橋戰後取得全體二年級生的同意，希望由阿久津擔任隊長，同時被福田點名擔任副隊長。
桐木曜一（聲：內山昂輝）
位置：MF（中場）
升級組。 號碼18。 隸屬A隊。在東京 Esperion 青年軍中被視為僅次於栗林的存在，技術及視野均是上品的水準。日本u18的常客，但u18遠征捷克時卻出乎意料地落選了，因而感到挫折和灰心，在與A隊同場時不願降低自身水平遷就隊友，此舉獲福田教練認可。
秋山圓心（聲：手塚弘道）
位置：GK （守門員）
升級組。 號碼16。 隸屬A隊。與青森星蘭首發門將慎村是其競爭關係。
松永國貴
位置：FW，號碼23。
二年級的招攬組，為人海派面惡心善
奥西克美濃
位置：FW，號碼17。
遠射名人，船橋戰時最後一個換人位置是自己而不是中村平感到愧疚
中村平（聲：小野賢章）
位置：MF
升級組。 號碼22。 B隊隊長，久留米戰後由B隊升至A隊，為人和善且平易近人。柏商戰時腳傷復發休養，大宮戰後回歸並宣布船橋戰後退出球隊。退出前拜託阿久津教導葦人防守，並將髮帶送給葦人。
清水誠
位置：MF/DF，號碼21。
長野樹
位置：MF/DF，號碼19。
菅原顯人
位置：MF/DF，號碼14。
沼津拓夢
位置：MF/DF，號碼15。
桑田修斗
位置：FW，號碼20。

##### 3年級生
義經健太（聲：興津和幸）
位置：FW（前鋒）
升級組。號碼11（一隊號碼為39）。原A隊隊長。去年的超聯得分王。隸屬A隊。擁有絕佳的技術和射門觸覺。性格有趣，為隊內的開心果，能與隊友打成一片，說話時常有奇怪的語尾。因青森戰與慎村相撞而暫時降級B隊養傷。看出青井的潛力，指導青井不應把自己視為目標，而是要以栗林作為目標進步，並指栗林是唯一令他妒忌的選手。在u18遠征捷克歸來之後，宣布與志村、山田內定明年晉升Esperions頂級隊
志村京
位置：DF
升級組。號碼3。喜愛閱讀太宰治的書，大頭四頭肌發達，瞬間爆發力是高中世代最高水準。在u18遠征捷克之後，宣布與義經、山田內定明年晉升Esperions頂級隊
小早川透士
位置：MF / DF
升級組。號碼6。能夠兼任中場的Esperions左後衛正選，球技佳擅於輔助，久留米戰後因傷被下放B隊，柏商戰後回歸。青森戰前被J2山形點名參加訓練而缺席青森戰。
山田豐
位置：DF
升級組。號碼7。在u18遠征捷克之後，宣布與義經、志村內定明年晉升Esperions頂級隊。右邊後衛正選，超攻擊型後衛，爆發力跟速度以及球技都是J聯盟水準，福田評價為豬突猛進型的後衛
馬場昌德
位置：MF，號碼2。
二階堂貫次
位置：GK，號碼1。
藤宮姫央（聲：上西哲平）
位置：FW，號碼12。已離隊。
一色勝賴
位置：DF，號碼9。已離隊。
齋藤丈範
位置：MF，號碼5。已離隊。
中川好秀
位置：MF，號碼8。已離隊。

##### 教練團
伊達望（聲：安元洋貴）
34歲。「東京City Esperion FC」青年軍B隊主教練。球員生涯：東京國堂館高中→ 東京 City Esperion（J1）。
月島亞希（聲：阪口大助）
28歲。「東京City Esperion FC」青年隊教練。球員生涯：Esperion Jr.青年軍→ Esperion 青年軍→ 南生大學→ 大宮 Aranciano（J1）。
弁禪醍悟（聲：稻田徹）
34歲。「東京City Esperion FC」青年隊守門員教練。球員生涯：鎌倉體育大附屬高中→ 阪東大學→ 東京 City Eaperion（J1）→ 德島 Virgos（J2）。

##### 相關人士
海堂杏里（聲：上田麗奈）
明泉高中一年級，與葦人、大友等人同班。Esperion贊助商海棠電機的獨生女。目標是以自己的理念帶領一支隊伍。對葦人有好感。
青井紀子（聲：園崎未惠）
葦人的母親，在愛媛經營小酒館
青井瞬（聲：中島良樹）
位置：MF
隸屬J2愛媛青年軍，頭腦非常聰明，學校老師評價瞬可以考上任何大學，小學時球技非常優秀。在愛媛少年軍考試時哮喘發作導致不合格，之後放棄足球。五年後哮喘痊癒。在校內班際比賽中代表升學班與體育班比賽足球表現驚人射門，被愛媛青年軍球探看中邀請參加訓練測驗。在測驗中相信自己的腳自己射門，而不是傳球，而合格。
橘都（聲：真堂圭）
武藏野踢球團Ladies選手。橘總一郎的雙胞胎姐姐。
金子葵（聲：小松未可子）
加瀨順
培訓部長。資歷：東京CE青年軍監督（34歲）→ 東京CE 監督（36－39歲）→ 女子日本代表教練（46歲）。
阿久津渚的養父

##### 一線隊
出口保
23歲，位置：FW。
難波松昭
26歲，位置：DF。
丹維奇
29歲，位置：MF。克羅地亞代表。
里昂·加爾加諾
27歲，位置：DF。烏拉圭藉。
水户克己
42歲，主教練。

#### 「東京武藏野」青年隊
佐竹晃司
監督，29歲。球員生涯：湘南sporting青年軍 → 明京大學 → 藤卷印刷（JFL）→ 鳥取Gainas (J3)。
東京武藏野踢球團青年軍監督。教導隊伍的選手「不要害怕風險」，很明白做不好的人的心情，將選手的心理看得很透徹。
品川圭介
青年軍教練，36歲。
金田晃教
位置：FW
中野淳之介
位置：DF
武藤千秋
位置：MF
王牌兼隊伍指揮官，冷靜且球技佳。背號10號，雖然對金田的態度不滿，但還是認同金田的實力

#### 青森星蘭高等學園
北野蓮
位置：MF 青森星蘭一年級
背號10號，一年級就成為強豪青森星蘭以及U18代表的指揮官以及王牌。在升入高中時得到六家青年軍以及一家高中的招攬。所有的青年軍都讚賞北野。只有青森星蘭的監督對北野蓮批評他完全不行。在捷克戰時觀看Esperions大宮戰時，察覺到葦人是會俯視的選手。青森戰時輕易在一對一打敗桐木，是栗林等級的選手。此一世代被稱為北野的世代。察覺到葦人與自己一樣有俯瞰的才能並對與他對決而感到興奮。
槙川嬰人
位置：GK Esperions Jr.→ Esperions少年軍 → 青森星蘭
Esperions少年軍升級時被青年軍以身高的理由拒絕升級，之後升入青森星蘭。將Esperions視為一個家，被身高這個理由捨棄之後，捨棄了自己的自尊，為了變強什麼都願意做。二年級被選入U-18日本代表。超級聯賽第一輪對上Esperions時與義經健太對撞下場，失去王牌守門員的青森首戰敗北。
羽田琉騎
位置：FW 東京VANS JR. →東京VANS少年軍 → 東京VANS青年軍 →青森星蘭三年級
二年級時已是東京VANS青年軍王牌，但察覺到自己在青年軍被慣壞，只是成為一個單純很厲害的選手，跟他理想中的強大不同。毅然決然轉學到青森星蘭並成為隊長，實力強勁，技術高超並萬能。記者訪問時評價青森星蘭選手，除了守門員以及北野跟自己以外，選手實力只有東京俱樂部的下游。選手權戰獲勝後，內定J1 Ganon大阪。
藤長泰陽
位置：MF 青森星蘭三年級
中學時為日本代表，但之後未進步就再未入選，來到青森星蘭想改變自己，二年級就以成為防守中場先發，三年級後位置被北野蓮搶走。因自己的自尊心在對Esperions時不願使用N-BOX戰術，後被羽田說服。J2 VV長崎内定。
森山魯那魯承
位置：DF
南美裔混血兒，190公分的巨人中衛
堤健太郎
位置：DF
超攻擊型中衛
山貝達米因傑伊
位置：FW
中鋒單箭頭，父親為加納人，身高高擅長街長傳

#### 船橋學院
托里波涅·魯菲恩
位置：FW
U-18日本代表前鋒，J1橫濱內定。身體相當柔軟是有別於義經的前鋒，在門前有壓倒性多的時間。當季超級聯賽得分王。
二原尚章
位置：FW
J1 鳥栖內定。超級聯賽得分排名第二。

#### 東京VANS 青年隊
酒井玄斗
位置：MF（翼衛）
東京VANS頂級隊內定。
辰巳樹里
位置：MF（翼衛）
東京VANS頂級隊內定。
寶生和彥
34歲，監督。

## 出版書籍
| 卷數 | 小學館         | 小學館                 | 玉皇朝         | 玉皇朝                 |
| 卷數 | 發售日期       | ISBN                   | 發售日期       | ISBN                   |
| ---- | -------------- | ---------------------- | -------------- | ---------------------- |
| 1    | 2015年4月30日  | ISBN 978-4-09-186892-3 | 2022年7月15日  | ISBN 978-988-8821-00-6 |
| 2    | 2015年7月30日  | ISBN 978-4-09-187144-2 | 2022年11月1日  | ISBN 978-988-8821-17-4 |
| 3    | 2015年10月30日 | ISBN 978-4-09-187307-1 | 2022年12月22日 | ISBN 978-988-8821-35-8 |
| 4    | 2016年1月29日  | ISBN 978-4-09-187433-7 | 2023年2月20日  | ISBN 978-988-8821-41-9 |
| 5    | 2016年4月28日  | ISBN 978-4-09-187595-2 | 2023年3月21日  | ISBN 978-988-8821-95-2 |
| 6    | 2016年7月29日  | ISBN 978-4-09-187716-1 | 2023年4月15日  | ISBN 978-988-8821-96-9 |
| 7    | 2016年10月28日 | ISBN 978-4-09-187897-7 | 2023年6月3日   | ISBN 978-988-8841-21-9 |
| 8    | 2017年1月30日  | ISBN 978-4-09-189337-6 | 2023年6月29日  | ISBN 978-988-8841-22-6 |
| 9    | 2017年4月28日  | ISBN 978-4-09-189487-8 | 2023年8月30日  | ISBN 978-988-8841-46-2 |
| 10   | 2017年7月28日  | ISBN 978-4-09-189605-6 | 2023年9月7日   | ISBN 978-988-8841-53-0 |
| 11   | 2017年10月30日 | ISBN 978-4-09-189721-3 | 2023年10月6日  | ISBN 978-988-8841-68-4 |
| 12   | 2018年2月23日  | ISBN 978-4-09-189796-1 | 2023年10月6日  | ISBN 978-988-8841-69-1 |
| 13   | 2018年5月30日  | ISBN 978-4-09-189878-4 | 2023年11月20日 | ISBN 978-988-8841-76-9 |
| 14   | 2018年8月30日  | ISBN 978-4-09-860062-5 | 2023年12月20日 | ISBN 978-988-8841-77-6 |
| 15   | 2018年11月30日 | ISBN 978-4-09-860133-2 | 2024年1月10日  | ISBN 978-988-8873-23-4 |
| 16   | 2019年3月29日  | ISBN 978-4-09-860244-5 | 2024年1月31日  | ISBN 978-988-8873-24-1 |
| 17   | 2019年6月28日  | ISBN 978-4-09-860316-9 | 2024年2月22日  | ISBN 978-988-8873-52-4 |
| 18   | 2019年10月30日 | ISBN 978-4-09-860404-3 | 2024年         | ISBN 978-988-8873-60-9 |
| 19   | 2020年1月30日  | ISBN 978-4-09-860465-4 | 2024年4月15日  | ISBN 978-988-8873-74-6 |
| 20   | 2020年4月27日  | ISBN 978-4-09-860596-5 | 2024年4月30日  | ISBN 978-988-8873-75-3 |
| 21   | 2020年7月30日  | ISBN 978-4-09-860679-5 | 2024年5月22日  | ISBN 978-988-8873-77-7 |
| 22   | 2020年10月30日 | ISBN 978-4-09-860753-2 | 2024年6月8日   | ISBN 978-988-8886-00-5 |
| 23   | 2021年2月26日  | ISBN 978-4-09-860855-3 | 2024年6月22日  | ISBN 978-988-8886-01-2 |
| 24   | 2021年5月28日  | ISBN 978-4-09-861047-1 | 2024年7月13日  | ISBN 978-988-8886-02-9 |
| 25   | 2021年8月30日  | ISBN 978-4-09-861126-3 | 2024年8月9日   | ISBN 978-988-8886-45-6 |
| 26   | 2021年11月12日 | ISBN 978-4-09-861179-9 | 2024年9月6日   | ISBN 978-988-8886-46-3 |
| 27   | 2022年2月28日  | ISBN 978-4-09-861251-2 | 2024年9月7日   | ISBN 978-988-8886-47-0 |
| 28   | 2022年5月30日  | ISBN 978-4-09-861336-6 | 2024年9月30日  | ISBN 978-988-8886-82-1 |
| 29   | 2022年8月30日  | ISBN 978-4-09-861394-6 | 2024年10月22日 | ISBN 978-988-8886-83-8 |
| 30   | 2022年11月10日 | ISBN 978-4-09-861468-4 | 2024年10月31日 | ISBN 978-988-8886-84-5 |
| 31   | 2023年2月28日  | ISBN 978-4-09-861585-8 | 2024年11月27日 | ISBN 978-988-8908-23-3 |
| 32   | 2023年5月30日  | ISBN 978-4-09-861705-0 | 2024年12月31日 | ISBN 978-988-8908-24-0 |
| 33   | 2023年9月28日  | ISBN 978-4-09-862518-5 | 2025年1月17日  | ISBN 978-988-8908-25-7 |
| 34   | 2023年12月27日 | ISBN 978-4-09-862618-2 | 2025年2月13日  | ISBN 978-988-8908-51-6 |
| 35   | 2024年3月29日  | ISBN 978-4-09-862689-2 | 2025年4月9日   | ISBN 978-988-8908-51-6 |
| 36   | 2024年6月28日  | ISBN 978-4-09-862776-9 | 2025年4月22日  | ISBN 978-988-8908-70-7 |
| 37   | 2024年9月30日  | ISBN 978-4-09-863033-2 | 2025年5月30日  | ISBN 978-988-8908-84-4 |
| 38   | 2024年12月26日 | ISBN 978-4-09-863085-1 | 2025年6月18日  | ISBN 978-988-8908-85-1 |
| 39   | 2025年4月30日  | ISBN 978-4-09-863409-5 | 2025年7月7日   | ISBN 978-988-8939-23-7 |
| 40   | 2025年8月29日  | ISBN 978-4-09-863533-7 |                |                        |

## 電視動畫

### 製作人員
- 原作：小林有吾「アオアシ」（小学館「週刊ビッグコミックスピリッツ」連載中）
- 監督：さとう陽
- 系列構成：横谷昌宏
- 足球監修：竹下健一、曽我準、飯塚健司
- 角色設計：中武学、川村敏江、山口飛鳥、長谷川早紀
- 次要角色設計：清池奈保、渡部由紀子、大導寺美穂、白井英介
- 總作畫監督：中武学、山口飛鳥
- 道具設計：伊東ありさ、津坂美織
- 色彩設計：上野詠美子
- 美術監督：垣堺司、竹田悠介
- 美術設定：金平和茂、伊井蔵
- 2D工作：濱中亜希子
- 視覺預覽：前島昌格
- 3D：森本シグマ
- 撮影監督：今関舞子
- 編輯：村上義典
- 音響監督：はたしょう二
- 音樂：横山克
- 動畫製作：Production I.G

### 角色聲優
- 青井葦人：大鈴功起
- 大友栄作：橘龍丸
- 橘總一朗：山下誠一郎
- 冨樫慶司：八代拓
- 黒田勘平：堀江瞬
- 朝利マーチス淳：加藤渉
- 本木遊馬：榎木淳弥
- 竹島龍一：熊谷健太郎
- 福田達也：小林親弘
- 一条花：河瀬茉希
- 阿久津渚：武内駿輔
- 栗林晴久：梅原裕一郎
- 中村平：小野賢章
- 桐木曜一：内山昂輝
- 高杉榮太：古川慎
- 伊達望：安元洋貴
- 海堂杏里：上田麗奈
- 青井紀子：園崎未恵
- 青井瞬：中島ヨシキ
- 金子葵：小松未可子
- 義経健太：興津和幸

### 主題曲
片頭曲
主唱：Alexandros

主唱：Superfly
片尾曲
主唱：Rin音

主唱：神はサイコロを振らない

## 外部連結
- 漫畫官方網站（日語）
- 電視動畫官方網站（日語）
- 舞台劇官方網站（日語）
- 青之蘆葦的X（前Twitter）（日語）
- 在Disney+上觀看《青之蘆葦》